# Championnat d'Uruguay de football 1921
Navigation
Édition précédente Édition suivante
| \| Montevideo: · Central · Peñarol · Nacional · Wanderers · Reformers · Belgrano · Dublin · Charley · Liverpool · Uruguay Onward · Lito Montevideo Universal \| Localisation des clubs engagés dans le championnat. |
| Montevideo: · Central · Peñarol · Nacional · Wanderers · Reformers · Belgrano · Dublin · Charley · Liverpool · Uruguay Onward · Lito Montevideo Universal                                                           |

La 21e édition du championnat d'Uruguay de football est remportée par le Club Atlético Peñarol. C’est le huitième titre de champion du club. Le Peñarol l'emporte avec 2 points d'avance sur le Club Nacional de Football. Universal Football Club complète le podium. 
Un nouveau club accède à la première division, le Club Atlético Lito. Il remplace de River Plate Football Club relégué au terme de la saison précédente.

## Les clubs de l'édition 1921
| Club                             | Stade         | Capacité | Ville            |
| -------------------------------- | ------------- | -------- | ---------------- |
| Belgrano Football Club           | -             | -        | Montevideo       |
| Central Español Fútbol Club      | -             | -        | Montevideo       |
| Charley Football Club            | -             | -        | Montevideo       |
| Dublin Football Club             | -             | -        | Montevideo       |
| Club Atlético Lito               | -             | -        | Montevideo       |
| Liverpool Fútbol Club            | -             | -        | Montevideo       |
| Montevideo Wanderers Fútbol Club | -             | -        | Montevideo       |
| Club Nacional de Football        | -             | -        | Montevideo       |
| Club Atlético Peñarol            | Villa Peñarol | -        | Montevideo       |
| Reformers Football Club          | -             | -        | Montevideo       |
| Universal Football Club          | -             | -        | San José de Mayo |
| Uruguay Onward                   | -             | -        | Montevideo       |

## Compétition

### Classement
Le classement est établi sur le barème de points suivant : victoire à 2 points, match nul à 1, défaite à 0.
| Rang | Équipe                      | Pts | J  | G  | N | P  | Bp | Bc | Diff |
| ---- | --------------------------- | --- | -- | -- | - | -- | -- | -- | ---- |
| 1    | Club Atlético Peñarol       | 39  | 22 | 18 | 3 | 1  | 56 | 12 | +44  |
| 2    | Club Nacional de Football T | 37  | 22 | 16 | 5 | 1  | 52 | 10 | +42  |
| 3    | Universal Football Club     | 31  | 22 | 13 | 5 | 4  | 37 | 14 | +23  |
| 4    | Montevideo Wanderers        | 30  | 22 | 13 | 4 | 5  | 26 | 11 | +15  |
| 5    | Belgrano Football Club      | 22  | 22 | 8  | 6 | 8  | 24 | 27 | -3   |
| 6    | Club Atlético Lito          | 21  | 22 | 8  | 5 | 9  | 25 | 28 | -3   |
| 7    | Liverpool Fútbol Club       | 16  | 22 | 7  | 2 | 13 | 18 | 18 | 0    |
| 8    | Central Español Fútbol Club | 15  | 22 | 5  | 5 | 12 | 14 | 25 | -11  |
| 9    | Charley Football Club       | 14  | 22 | 5  | 4 | 13 | 13 | 32 | -19  |
| 10   | Uruguay Onward              | 14  | 22 | 6  | 2 | 14 | 12 | 42 | -30  |
| 11   | Dublin Football Club        | 13  | 22 | 5  | 3 | 14 | 11 | 41 | -30  |
| 12   | Reformers Football Club     | 12  | 22 | 4  | 4 | 14 | 12 | 40 | -28  |

| Légende : Qualifications et relégations | Légende : Qualifications et relégations |
| --------------------------------------- | --------------------------------------- |
|                                         | Champion d’Uruguay                      |
|                                         | Relégation en deuxième division         |
|                                         | T : Tenant du titre P : Promus          |

## Bilan de la saison
| Championnat d'Uruguay de football 1921                             |                                  |
| Champion                                                           | Club Atlético Peñarol (7e titre) |
| Promotions et relégations                                          |                                  |
| Promus en Primera División                                         | Rampla Juniors Fútbol Club       |
| Relégués en Championnat d'Uruguay de football de deuxième division | Reformers Football Club          |